# Die Abenteuer des Prinzen Achmed
Die Abenteuer des Prinzen Achmed is een Duitse silhouet-animatiefilm uit 1926. In het verhaal zijn verschillende verhalen uit de sprookjes van Duizend-en-een-nacht verwerkt. De film bestaat uit vijf hoofdstukken.
De productie van de film nam drie jaar in beslag. Deze werd gemaakt door Silhouette-animatie met stop-motiontechniek, enigszins gelijkend op de wajangmanier. Hierbij werden de figuren met zwart en lood-papier uitgeknipt. De figuren zijn gedetailleerd en kunnen bewegen met gewrichten. De achtergrond was in kleur terwijl er destijds nog geen kleurenfilm bestond. De films werden daarom in kleurstof gelegd. De scènes hebben verschillende kleuren, afhankelijk van de situatie.
De film werd enigszins gecensureerd omdat in een scène een homoseksuele romance tussen de keizer van China en een man genaamd Ping Pong te zien is.